# Fury of The Hulk
Fury of The Hulk es un videojuego de lógica de 2003 desarrollado por UIEvolution y publicado por Moviso para teléfonos móviles con BREW. Está basado en la licencia del personaje Hulk de Marvel Comics.

## Jugabilidad
Es básicamente un juego de lógica con Hulk en el que se mueve un puño de Hulk sobre un campo de bloques de varios tonos. Hulk está rodeado de vehículos militares, y solo emparejando pares y triples de vehículos similares puede escapar. 
A medida que se eliminan los bloques a su alrededor caen en su lugar, creando más coincidencias, si Hulk tiene un montón de bloques individuales desconectados al final del juego, Hulk es penalizado.

## Recepción
Levi Buchanan de IGN dijo que era "aburrido" y que "el único temperamento que tendrá que vigilar es el suyo, para no arrojar su teléfono contra la superficie dura y plana más cercana".
Robert Falcon de Modojo dijo que el juego "no es tan divertido y te pone de los  más rápido que un álbum de Anna Nicole Smith". "Los gráficos  son miserables y el sonido apenas se registra". "Se supone que este juego te permite romper cosas en el juego, no destrozar tu teléfono por pura frustración". "Deje Fury of The Hulk a los menos afortunados y busque otro juego de superhéroes".